# A Szövetségi Nyomozóiroda igazgatója
A Szövetségi Nyomozóiroda igazgatója a Szövetségi Nyomozóiroda (FBI) vezetője és a főállamügyész műveleteinek felelőse. Az igazgatót az elnök nevezi ki, és a szenátus erősíti meg.

## Felelősségek
Az igazgatóhelyettessel együtt az igazgató biztosítja, hogy az eseteket és műveleteket helyesen kezeljék. Az igazgató szintén felelős a vezetőség kiválasztásáért az FBI irodáiban. A 2001. szeptember 11-ei terrortámadásokra válaszoló 2004-es Hírszerzés újítási és terrormegelőzési törvény óta az igazgató tájékoztatja az elnököt minden problémáról, amely az FBI-on belül keletkezett. Azóta az igazgató jelent a Nemzeti Hírszerzés igazgatójának, aki szintén jelentést tesz az elnöknek.

## Hivatalnokok listája

### A Nyomozóiroda (BOI) vezetői és igazgatói (1908–1935)
Mikor a Nyomozóirodát (BOI) alapították 1908-ban, a tisztség a Nyomozóiroda Vezetője nevet viselte. Ezt változtatták meg a Nyomozóiroda Igazgatójára William J. Flynn idejében (1919–1921), és megtartották a nevet, mikor a Nyomozóirodát (BOI) átnevezték Szövetségi Nyomozóirodává (FBI) 1935-ben.
| # | Kép                   | Név               | Időszak                             | Hossz         | Megjegyzés                       | Elnök(ök)          |
| - | --------------------- | ----------------- | ----------------------------------- | ------------- | -------------------------------- | ------------------ |
| 1 |                       | Stanley Finch     | 1908. július 26 – 1912. április 30  | 3 év, 279 nap | A BOI első vezetője              | Theodore Roosevelt |
| 1 | William H. Taft       | Stanley Finch     | 1908. július 26 – 1912. április 30  | 3 év, 279 nap | A BOI első vezetője              |                    |
| 2 |                       | A. Bruce Bielaski | 1912. április 30 – 1919. február 10 | 6 év, 286 nap |                                  |                    |
| 2 | Wodrow Wilson         | A. Bruce Bielaski | 1912. április 30 – 1919. február 10 | 6 év, 286 nap |                                  |                    |
| – |                       | William E. Allen  | 1919. február 10 – 1919. június 30  | 140 nap       | megbízott vezető                 |                    |
| 3 |                       | William J. Flynn  | 1919. július 1 – 1921. augusztus 21 | 2 év, 51 nap  |                                  |                    |
| 3 | Warren Harding        | William J. Flynn  | 1919. július 1 – 1921. augusztus 21 | 2 év, 51 nap  |                                  |                    |
| 4 |                       | William J. Burns  | 1921. augusztus 22 – 1924. május 10 | 2 év, 262 nap |                                  |                    |
| 4 | Calvin Coolidge       | William J. Burns  | 1921. augusztus 22 – 1924. május 10 | 2 év, 262 nap |                                  |                    |
| 5 |                       | John Edgar Hoover | 1924. május 10 – 1935. június 30    | 11 év, 51 nap | Igazgató a BOI FBI-á alakulásáig |                    |
| 5 | Herbert Hoover        | John Edgar Hoover | 1924. május 10 – 1935. június 30    | 11 év, 51 nap | Igazgató a BOI FBI-á alakulásáig |                    |
| 5 | Franklin D. Roosevelt | John Edgar Hoover | 1924. május 10 – 1935. június 30    | 11 év, 51 nap | Igazgató a BOI FBI-á alakulásáig |                    |

### A Szövetségi Nyomozóiroda (FBI) igazgatói (1935–napjainkig)
Az FBI igazgatóját az elnök választja ki, és a szenátus hagyja jóvá. J. Edgar Hoovert Calvin Coolidge választotta ki az előző hivatalba, a BOI igazgatójáéba 1924-ben, és ő volt a legtovább szolgáló igazgató. Az FBI-nál is megtartotta pozícióját 1935-től haláláig, 1972-ig. Hoover hivatali idejéből tanulva a kongresszus meghatározott egy 10 éves határt a jövő igazgatóinak, mely határtól eltekintettek Robert Mueller esetében, komoly biztonsági megfontolások miatt. Elméletben  a szolgálat 10 éves, ám mindenki vagy meghalt, vagy lemondott vagy el lett távolítva a hivatalból, szóval igazából J. Edgar Hoover óta senki se szolgált teljes 10 évig, kivéve Robert Muellert, aki 12 évig volt igazgató.
| # | Kép               | Név                 | Időszak                                   | Hossz              | Megjegyzés                            | Elnök(ök)                 |
| - | ----------------- | ------------------- | ----------------------------------------- | ------------------ | ------------------------------------- | ------------------------- |
| 1 |                   | John Edgar Hoover   | 1935. július 1 – 1972. május 2            | 36 év, 306 nap     | Az FBI első igazgatója                | Franklin D. Roosevelt     |
| 1 | Harry Truman      | John Edgar Hoover   | 1935. július 1 – 1972. május 2            | 36 év, 306 nap     | Az FBI első igazgatója                |                           |
| 1 | Dwight Eisenhower | John Edgar Hoover   | 1935. július 1 – 1972. május 2            | 36 év, 306 nap     | Az FBI első igazgatója                |                           |
| 1 | John F. Kennedy   | John Edgar Hoover   | 1935. július 1 – 1972. május 2            | 36 év, 306 nap     | Az FBI első igazgatója                |                           |
| 1 | Lyndon Johnson    | John Edgar Hoover   | 1935. július 1 – 1972. május 2            | 36 év, 306 nap     | Az FBI első igazgatója                |                           |
| 1 | Richard Nixon     | John Edgar Hoover   | 1935. július 1 – 1972. május 2            | 36 év, 306 nap     | Az FBI első igazgatója                |                           |
| – |                   | L. Patrick Gray     | 1972. május 3 – 1973. április 27          | 359 nap            | Megbízott igazgató                    |                           |
| – |                   | William Ruckelshaus | 1973. április 30 – 1973. július 9         | 70 nap             | Megbízott igazgató                    |                           |
| 2 |                   | Clarence M. Kelley  | 1973. július 9 – 1978. február 15         | 4 év, 221 nap      |                                       |                           |
| 2 | Gerald Ford       | Clarence M. Kelley  | 1973. július 9 – 1978. február 15         | 4 év, 221 nap      |                                       |                           |
| 2 | Jimmy Carter      | Clarence M. Kelley  | 1973. július 9 – 1978. február 15         | 4 év, 221 nap      |                                       |                           |
| – |                   | James B. Adams      | 1978. február 15 – 1978. február 23       | 8 nap              | Megbízott igazgató, igazgatóhelyettes |                           |
| 3 |                   | William H. Webster  | 1978. február 23 – 1987. május 25         | 9 év, 91 nap       |                                       |                           |
| 3 | Ronald Reagan     | William H. Webster  | 1978. február 23 – 1987. május 25         | 9 év, 91 nap       |                                       |                           |
| – |                   | John E. Otto        | 1987. május 26 – 1987. november 2         | 160 nap            | Megbízott igazgató, igazgatóhelyettes |                           |
| 4 |                   | William S. Sessions | 1987. november 2 – 1993. július 19        | 5 év, 259 nap      |                                       |                           |
| 4 | George H. W. Bush | William S. Sessions | 1987. november 2 – 1993. július 19        | 5 év, 259 nap      |                                       |                           |
| 4 | Bill Clinton      | William S. Sessions | 1987. november 2 – 1993. július 19        | 5 év, 259 nap      |                                       |                           |
| – |                   | Floyd I. Clarke     | 1993. július 19 – 1993. szeptember 1      | 44 nap             | Megbízott igazgató, igazgatóhelyettes |                           |
| 5 |                   | Louis Freeh         | 1993. szeptember 1 – 2001. június 25      | 7 év, 297 nap      |                                       |                           |
| 5 | George W. Bush    | Louis Freeh         | 1993. szeptember 1 – 2001. június 25      | 7 év, 297 nap      |                                       |                           |
| – |                   | Thomas J. Pickard   | 2001. június 25 – 2001. szeptember 4.     | 71 nap             | Megbízott igazgató, igazgatóhelyettes |                           |
| 6 |                   | Robert Mueller      | 2001. szeptember 4. – 2013. szeptember 4. | 12 év              |                                       |                           |
| 6 | Barack Obama      | Robert Mueller      | 2001. szeptember 4. – 2013. szeptember 4. | 12 év              |                                       |                           |
| 7 |                   | James Comey         | 2013. szeptember 4. – 2017. május 9.      | 3 év, 247 nap      | Donald Trump kirúgta                  |                           |
| 7 | Donald Trump      | James Comey         | 2013. szeptember 4. – 2017. május 9.      | 3 év, 247 nap      | Donald Trump kirúgta                  |                           |
| – |                   | Andrew McCabe       | 2017. május 9. – 2017. augusztus 2.       | 85 nap             | Megbízott igazgató                    |                           |
| 8 |                   | Christopher A. Wray | 2017. augusztus 2. – 2025. január 19.     | 7 év, 171 nap      |                                       | Donald Trump és Joe Biden |
| – |                   | Paul Abbate         | 2025. január 19. – 2025. január 20.       | 1 nap              | Megbízott igazgató                    | Joe Biden                 |
| – |                   | Brian Driscoll      | 2025. január 20. – 2025. február 21.      | 32 nap             | Megbízott igazgató                    | Donald Trump              |
| 9 |                   | Kash Patel          | 2025. február 21. – napjainkig            | 105 nap Hivatalban |                                       | Donald Trump              |